# پارک ملی ریشیری-ربن-سروبتسو
پارک ملی ریشیری-ربن-سروبتسو (به لاتین: Rishiri-Rebun-Sarobetsu National Park) یک پارک ملی و منطقهٔ مسکونی در ژاپن است که در Hokkaido Prefecture واقع شده‌است.